# Ca l'Orriols (Castellar de n'Hug)
Ca l'Orriols és una masia del municipi de Castellar de n'Hug (Berguedà) inclosa en l'Inventari del Patrimoni Arquitectònic de Catalunya.

## Descripció
Es tracta d'una masia d'estructura clàssica amb el carener paral·lel a la façana principal, orientada a llevant. Està estructurada en planta baixa i quatre pisos superiors. La coberta és a dues aigües de teula àrab. El parament és de carreus de pedra sense desbastar, irregulars i disposades en filades. Les obertures són de petites dimensions, disposades de forma arbitrària i allindanades. El cos principal en té un d'annex d'un pis inferior fet parcialment de fusta, element molt usat en la resta de l'edifici com en bigues de la coberta, sostres, les llindes d'obertures, etc. També s'hi troben tot un seguit de construccions annexes menors destinades a galliners, graners, etc.

## Història
La primera notícia documental de Ca l'Orriols és del desembre de 1342, quan el paborde Pere Berenguer de N'Hug concedí a cens el mas d'Orriols al batlle del castell de Lillet. Orriols devia ésser una gran possessió del castell de Castellar de n'Hug car el 1383 Bernat Galceran de Pinós concedí a Joan d'Orriols el domini sobre el castell, lloc i terme de Castellar de n'Hug, fins aleshores administrat per Bort de Santa Eulàlia; Joan d'Orriols en nom de Baró de Pinós, expulsà Bort de Sta. Eulàlia del castell.